# Александър Александров (революционер)
Вижте пояснителната страница за други личности с името Александър Александров.
Александър Иванчев (Йованчев) Александров  е български революционер, войвода на Вътрешната македоно-одринска революционна организация.

## Биография
Александров е роден в 1875 година в ортакьойското село Гьокче бунар, тогава в Османската империя, днес Сив кладенец, България. Получава основно образование. В 1900 година влиза във ВМОРО и до 1904 година е ръководител на революционния комитет в родното си село. В 1904 година е убит шпионин в Гьокче бунар и Александров е принуден да излезе в нелегалност, като става четник при Димо Николов. Осъден от османски съд на 101 години затвор задочно. В 1905 и 1906 година е помощник-войвода на Тане Николов. От 1906 година до Младотурската революция в 1908 година е самостоятелен войвода във Ференско, Софлийско, Димотишко и Ортакьойско.
При избухването на Балканската война е доброволец в Македоно-одринското опълчение и служи в Партизански отряд № 46 на Димо Николов.
На 6 март 1943 година, като жител на Одринци, подава молба за българска народна пенсия, която е одобрена и пенсията е отпусната от Министерския съвет на Царство България.
Александър Александров умира в 1965 година в село Одринци.